# Michael Měchura
Michael Měchura (13 de febrero de 1993) es un deportista checo que compite en ciclismo de montaña en la disciplina de campo a través para 4. Ganó una medalla de plata en el Campeonato Mundial de Ciclismo de Montaña de 2012.

## Palmarés internacional
| Campeonato Mundial | Campeonato Mundial           | Campeonato Mundial | Campeonato Mundial    |
| Año                | Lugar                        | Medalla            | Competición           |
| ------------------ | ---------------------------- | ------------------ | --------------------- |
| 2012               | Leogang/Saalfelden (Austria) | Medalla de plata   | Campo a través para 4 |